# Herrania purpurea
Herrania purpurea är en malvaväxtart som först beskrevs av Henri François Pittier, och fick sitt nu gällande namn av Richard Evans Schultes. Herrania purpurea ingår i släktet Herrania och familjen malvaväxter. Inga underarter finns listade i Catalogue of Life.